# Law of the Golden West
Law of the Golden West è un film del 1949 diretto da Philip Ford.
È un western statunitense ambientato poco prima della guerra civile americana con Monte Hale, Paul Hurst e Gail Davis.

## Produzione
Il film, diretto da Philip Ford su una sceneggiatura di Norman S. Hall, fu prodotto da Melville Tucker, come produttore associato, per la Republic Pictures e girato nell'Iverson Ranch a Chatsworth, Los Angeles, California, nella prima metà di febbraio del 1949.

## Distribuzione
Il film fu distribuito negli Stati Uniti dal 23 maggio 1949 al cinema dalla Republic Pictures.

## Promozione
La tagline è: Young buffalo bill's greatest adventure!.